# Saint-Christophe-de-Chaulieu
 Saint-Christophe-de-Chaulieu  es una población y comuna francesa, situada en la región de Baja Normandía, departamento de Orne, en el distrito de Argentan y cantón de Tinchebray.

## Demografía
| 168 | 152 | 144 | 123 | 98 | 96 |
| Para los censos de 1962 a 1999 la población legal corresponde a la población sin duplicidades (Fuente: INSEE [Consultar]) |     |     |     |    |    |